# Термінал ЗПГ Порі
Термінал ЗПГ Порі — об'єкт для прийому та розподілу зрідженого природного газу, споруджений в порту Порі на південному заході Фінляндії.
В 2014 році у гавані Тахколуото, яка займається перевалкою нафти та хімічних вантажів, компанія Skangas розпочала спорудження терміналу для роботи з ЗПГ. Як і іншим подібним об'єктам, створеним цією компанією у скандинавських країнах, терміналу Порі властива орієнтація на роботу з невеликими обсягами продукту та диверсифікація шляхів його подальшого розподілу. Так, ємність єдиного резервуару для ЗПГ складає тут лише 35000 м3. Що ж стосується споживачів, то вони можуть отримати блакитне паливо:
- після регазифікації через трубопровід довжиною 12 км та діаметром 355 мм, який прокладений до індустріальної зони М20 (індустріальний парк Kaanaa). Особливістю цього газогону є його виконання із поліетиленових труб;
- за допомогою малого ЗПГ танкеру, зокрема шляхом бункерування суден з двигунами що працюють на зрідженому газі. Також подібні судна можуть бункеруватись напряму у причалу терміналу;
- за допомогою автомобілів-газовозів.
Термінал Порі став першим у Фінляндії, що намагається розвинути інфраструктуру ЗПГ з метою диверсифікації джерел постачання природного газу, а також з метою створення умов для майбутнього виробництва зрідженого біогазу.